# 1881 w sztukach plastycznych
Wydarzenia w sztukach plastycznych i wizualnych w 1881 roku.

## Malarstwo

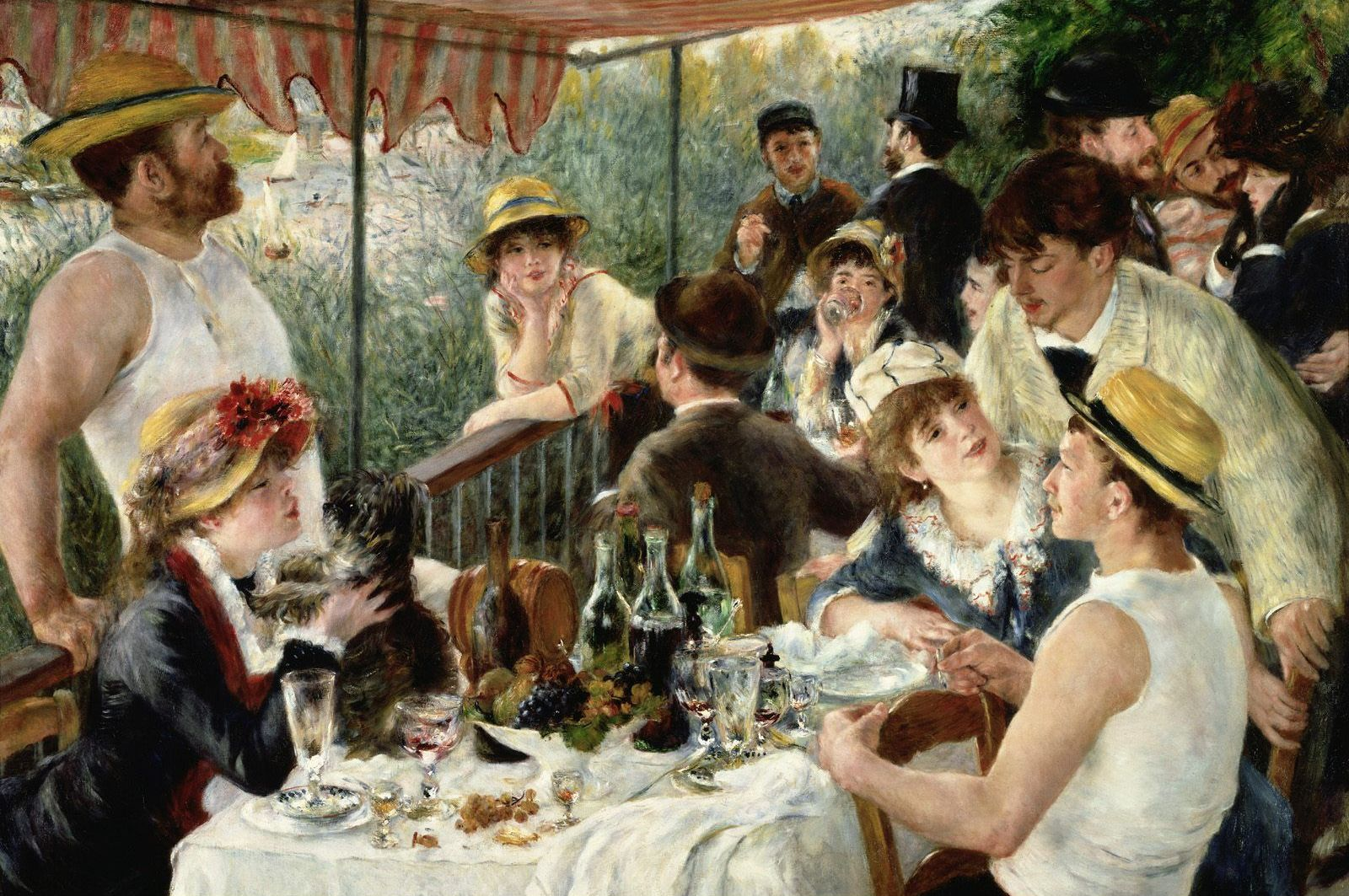
Auguste Renoir Śniadanie wioślarzy

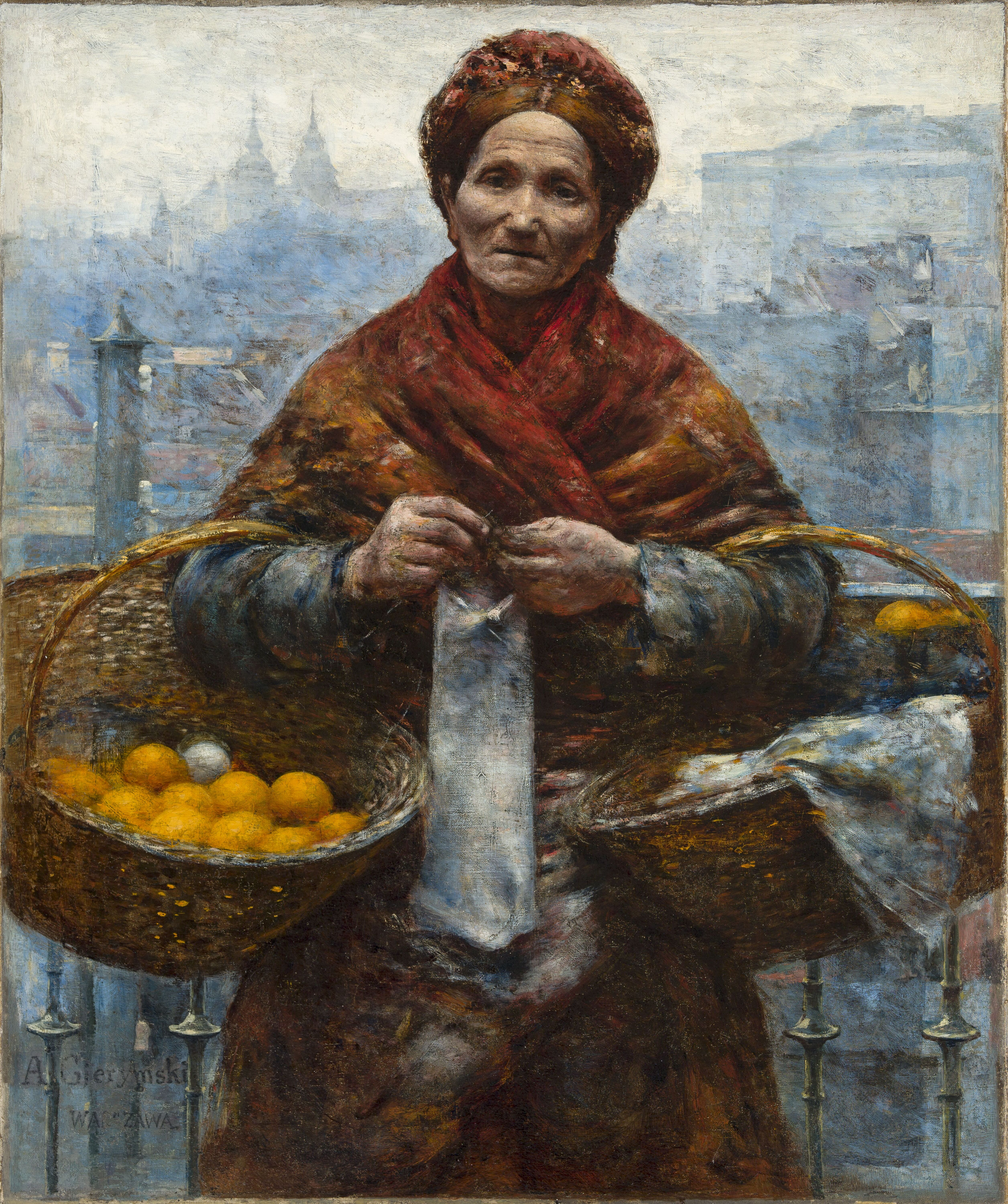
Aleksander Gierymski Żydówka z pomarańczami

- Tadeusz Ajdukiewicz

Portret Andrzeja Potockiego na koniu – olej na tekturze, 38,5x45,5 cm
- Adam Chmielowski

Ecce Homo – olej na płótnie, 146x96,5 cm
- Edgar Degas

W sklepie
Lekcja tańca
- Julian Fałat

Modlący się starzec – akwarela na papierze, 66x47,5 cm
Popielec – akwarela na kartonie, 78x113 cm
Portret mężczyzny z fajką – akwarela na papierze, 48x33,6 cm
- Aleksander Gierymski

Żydówka z pomarańczami (1880-1881) – olej na płótnie, 66x55 cm
Żydówka z cytrynami (1881) – olej na płótnie, 63,5×47,5 cm
- Pierre Puvis de Chavannes

Biedny rybak
- Auguste Renoir

Śniadanie wioślarzy – olej na płótnie, 129,5×172,7 cm
Dziewczyna z wachlarzem / Portret panny Fournaise (ok. 1881)
Rosa i Azul
Pałac Dożow
Martwa natura

## Urodzeni
- 4 stycznia – Wilhelm Lehmbruck (zm. 1919), niemiecki rzeźbiarz
- 5 stycznia – Pau Gargallo (zm. 1934), hiszpański rzeźbiarz
- 4 lutego – Fernand Léger (zm. 1955), francuski malarz
- 25 października – Pablo Picasso (zm. 1973), hiszpański malarz, rzeźbiarz, grafik i ceramik
- 8 grudnia – Albert Gleizes (zm. 1951), francuski malarz i teoretyk sztuki
- 31 grudnia – Max Pechstein (zm. 1955), niemiecki malarz

## Zmarli
- 24 stycznia – James Collinson (ur. 1825), angielski malarz
- 24 maja – Samuel Palmer (ur. 1805), angielski malarz